# Voice-over
 (décembre 2013).
Si vous disposez d'ouvrages ou d'articles de référence ou si vous connaissez des sites web de qualité traitant du thème abordé ici, merci de compléter l'article en donnant les références utiles à sa vérifiabilité et en les liant à la section « Notes et références ».
 (indiquez la date de pose grâce au paramètre date).
Pour les articles homonymes, voir voice over.

Le voice-over est une technique de traduction audiovisuelle qui permet, contrairement au doublage, d’enregistrer les voix des acteurs sur la piste audio d’origine, laquelle peut être écoutée en arrière-plan.
Cette méthode de traduction est le plus souvent utilisée dans le cadre de documentaires et d’actualités pour traduire les Interventions des invités/participants étrangers s’exprimant dans leur langue maternelle. Dans certains pays, notamment en Europe de l’Est, on l’utilise généralement pour traduire des films en tout genre.

## Voice-overde films
Pour réaliser un voice-over, on utilise la voix d’un seul acteur. On la diffuse au ralenti, ce qui oblige à la rendre plus courte mais parfaitement compréhensible. Elle est généralement précédée de quelques secondes par le texte original. On peut donc entendre l’audio d’origine jusqu’à un certain degré, ce qui permet au téléspectateur de comprendre ce que disent les acteurs. Étant donné le manque de synchronisation entre le dialogue originel et le voice-over, la musique d’origine est souvent victime d’un abaissement du volume de la piste d’origine. De manière générale, le voice-over ne contient qu’un brin d’émotion car les interprètes essaient de paraître « transparents » aux yeux du public. L’ambigüité portant sur le personnage qui parle à un moment donné est l’un des inconvénients majeurs de ce type de doublage, puisque l’interprète n’effectue généralement que très peu de changements au niveau de l’intonation dans le but de distinguer les différents participants d’un dialogue. Tout le texte qui apparaît sur l’écran est généralement lu à haute voix par un interprète. Aujourd’hui encore, il arrive que l’on ajoute des sous-titres qui recouvrent le texte à l’écran.
En raison du caractère imprécis de l’interprétation simultanée ainsi que des difficultés rencontrées par les locuteurs non-natifs dans la compréhension de langues vernaculaires, d’expressions idiomatiques et de références culturelles, les voice-over peuvent se retrouver truffées d’erreurs de traduction. Dmitri Puchkov a affirmé à ce sujet que l’on devrait abandonner l’interprétation simultanée au profit d’une traduction plus précise, en fournissant des efforts approfondis afin de rechercher et trouver des équivalences en russe en cas de lacunes lexicales. Il possède de nombreuses listes de gaffes commises par des interprètes, y compris celles des plus expérimentés comme Alexey Mikhalev. 
D’autres ont cependant estimé que même s'il s’écarte des intentions de départ du cinéaste, un interprète doué et créatif peut tout à fait rendre le film plus agréable.